# فرزاد اتاي
فرزاد اتاي (30 ديسمبر 1991 بهراة في أفغانستان - ) هو لاعب كرة قدم أفغاني في مركز الدفاع. شارك مع منتخب أفغانستان لكرة القدم. أما مع النوادي، فقد لعب مع نادي طوفان هويرود.

## وصلات خارجية
- فرزاد اتاي على موقع قاعدة بيانات كرة القدم.إي يو (الإنجليزية)
- فرزاد اتاي على موقع ناشيونال فوتبول تيمز (الإنجليزية)